# Никколо Аччайоли (1310)

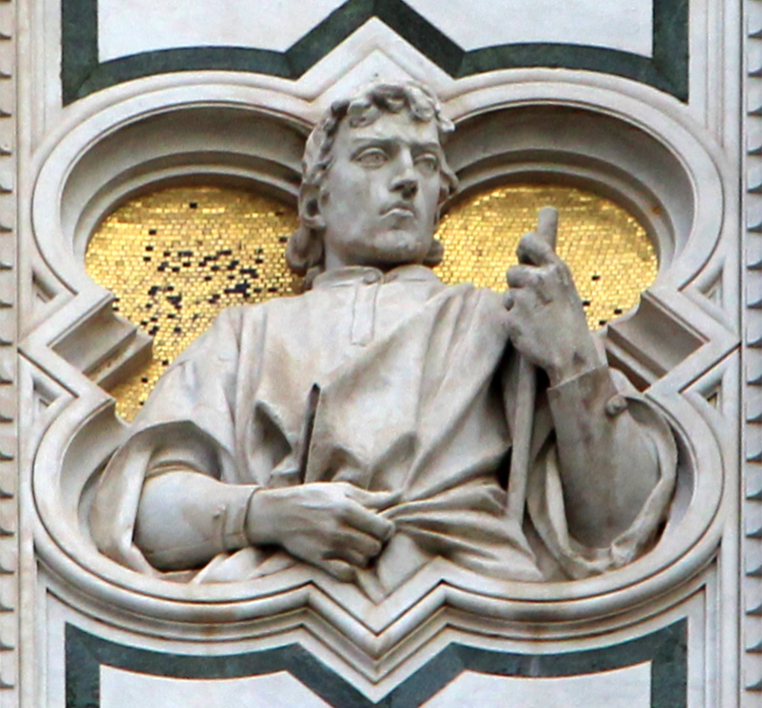
Изображение Н. Аччайоли на фасаде церкви Santa Maria del Fiore (Флоренция)

Никколо Аччайоли (итал. Niccolò Acciaiuoli; 12 сентября 1310, Монтеспертоли — 8 ноября 1365, Неаполь) — итальянский дворянин, великий сенешаль Неаполитанского королевства, граф Мельфи, Мальты и Гоцо, барон Коринфа.
Представитель старинного флорентийский рода Аччайоли.
Прибыл в 1311 году в царствование короля Роберта Анжуйского в Неаполь в качестве купца и приобрёл благодаря покровительству невестки короля, Екатерины Валуа, носившей титул императрицы Константинополя, и собственными дарованиями и верною службою при Роберте, в особенности же внучке его Иоанне I, большое значение. Король Роберт пожаловал его в рыцари.
В 1345 году банк Аччайоли обанкротился, и вскоре после этого умер его отец.
В 1348 году Никколо Аччайоли стал великим сенешалем Неаполитанского королевства, приобрёл в Апулии и Греции значительные владения, построил вблизи Флоренции величественную чертозу. Екатерина Валуа и её дети пожаловали ему и его семье множество поместий в Морее. Открыто говорилось, что они с Екатериной состояли в любовной связи.
Никколо Аччайоли помог сыну Екатерины Валуа Людовику Тарентскому отвоевать княжество Таранто и в апреле 1358 года был назначен бароном Коринфа и восьми других феодальных владений на остатках Латинской империи в Греции.
Присутствовал на свадьбе дочери Роберта Джованны I и Людовика, а после смерти последнего (1362) боролся против мятежных баронов, стремившихся свергнуть Джованну, и поддерживал Людовика I Венгерского.
Его сыном был Анджело Аччайоли,  барон Коринфа (1365–1371), приёмным сыном — Нерио I, герцог Афинский (?—1394). 
Умер 8 ноября 1365 г. 
Его ближайшие родственники держались в Греции среди многих волнений герцогами Афин, Фив и Коринфа до турецкого завоевания, которое в 1463 стоило Франческо II Аччайоли жизни и герцогства.
- Линия, оставшаяся во Флоренции, изобиловала даровитыми людьми. Донато Аччайоли (род. в 1428 г., † 28 августа 1478 г.) — заслуженный государственный муж и ценимый всеми писатель; из его сочинений дошло до нас «Caroli Magni vita» (Менкен, «Scriptores rerum Germanicarum», т. I), латинский перевод некоторых жизнеописаний Плутарха (1470) и часто печатавшийся комментарий к «Этике» Аристотеля. Его сын Роберто Аччайоли занимал первое место среди приверженцев партий Медичи во время перехода от республики к княжеству.